# Camptoplites marchemarchadi
Camptoplites marchemarchadi is een mosdiertjessoort uit de familie van de Bugulidae. De wetenschappelijke naam van de soort is voor het eerst geldig gepubliceerd in 1976 door Redier & d'Hondt.